# Albuminplatte
Albuminplatten sind eine Technik, die in der frühen Fotografie ab etwa 1847 eingesetzt wurde. Aus dieser Technik entwickelte sich das Albuminpapier.
Albuminplatten nutzen Glas als Schichtträger für lichtempfindliche Silbersalze. Papier war dafür Mitte des 19. Jahrhunderts ungeeignet, da es eine zu unregelmäßige Faserstruktur aufwies. Die Entwicklung der Albuminplatte ist auf Abel Niépce de Saint-Victor zurückzuführen. Er überzog Glasplatten mit frischem Hühnereiweiß, das zu Schaum geschlagen und durch längeres Stehen wieder verflüssigt wurde. Nach dem Zusatz von Jodkalium wurde die Platte in einer Silbernitratlösung gebadet, so dass die Platte lichtempfindlich wurde. 
Albuminplatte ermöglichten die Herstellung von Negativen, die der Brillanz der Daguerreotypien nahekam. Allerdings wiesen Albuminplatten nur eine geringe Lichtempfindlichkeit auf. Bei Verwendung eines Objektives von großer Brennweite und einer Lichtstärke von f/72 benötigte beispielsweise der britisch-venezianische Fotograf Felice Beato, der in den 1850er Jahren unter anderem den großen Aufstand in Indien auf Albuminplatten fotografisch festhielt, noch bis zu drei Stunden Belichtungszeit. Beato gelang es allerdings, diese Zeit auf vier Sekunden zu verkürzen, indem er die Platte mehrere Stunden in einer gesättigten Gallussäure-Lösung entwickelte. Diese Technik veröffentlichte Beato allerdings erst 1886, als die Fotografie mit Albuminplatten bereits überholt war.